# Каншин, Дмитрий Васильевич
Дмитрий Васильевич Каншин (1828 или 1829 — 4 января 1904, Санкт-Петербург) — российский общественный деятель и диетолог.
Старший сын Василия Семёновича Каншина (1796—1868), рязанского помещика, сделавшего огромное состояние. Благодаря замужеству своих сестёр состоял в родственных отношениях с несколькими заметными российскими фамилиями (в частности, сестра Юлия вышла замуж за Аркадия Теляковского).
Окончил Императорский Александровский лицей, в 1849 году получил чин титулярного советника.
Служил в различных государственных учреждениях по финансово-экономической части. По служебным обязанностям много ездил в заграничные командировки.
В 1859 году вошёл в состав директоров-учредителей Русского музыкального общества в качестве заведующего «счётной частью», то есть коммерческого директора; приглашение Каншина отчасти объяснялось его попытками создать собственное Музыкальное общество, которое стало бы ненужным конкурентом проекту Антона Рубинштейна. Рубинштейн впоследствии отзывался о Каншине и его деятельности скептически: «Обеща<л> привлечь не меньше 100 человек членов, могущих заплатить большие деньги, однако обещания своего он не выполнил и ни одного лица со средствами не привлёк. <…> Директором общества он был очень долго, лет 10. Надежд на него возлагаемых не оправдал, но кое в чём был полезен».
В 1858—1862 годах регулярно встречался заграницей с Александром Герценом, помогал деньгами лондонскому изданию «Колокола» и содействовал его распространению в России; в 1901 году через В. Г. Черткова опубликовал несколько своих писем Герцену.
В декабре 1862 года в рамках расследования по делу лидеров организации «Земля и воля» Николая Чернышевского и Николая Серно-Соловьевича был привлечён к следствию и суду по обвинению в содействии Герцену. 10 декабря 1864 года приговором Сената от суда освобождён.
Во второй половине 1860-х годов занимался исследованием экономической эффективности железных дорог, опубликовал доклад «Опыт исследования экономического значения железных дорог» (1870), отстаивавший преимущества конной тяги перед паровой.
В 1870—1890-е годы занимался проблемами рационального питания. Состоял членом Русского общества охранения народного здравия, патронировал народную столовую Кулинарной школы в Москве на Никитском бульваре. Опубликовал фундаментальную «Энциклопедию питания» (1885) в двух томах общим объёмом более 800 страниц, в которой проводил мысль об исключительной важности правильного питания для здоровья. Автор ряда других популярных публикаций по здоровому питанию, в том числе книг «К вопросу о питании» (1887) и «Интересы желудка» (1895). Написал ряд статей по кулинарным темам для Энциклопедического словаря Брокгауза и Ефрона.